# Andrócides (médico)
Andrócides (o Androkydes, fl . siglo IV a. C.) (en griego antiguo: Ἀνδροκύδης) fue un médico y escritor griego de la época de Alejandro Magno. Según Plinio, aconsejó a Alejandro que moderara su consumo de alcohol:

Andrócides, hombre famoso por su sabiduría, escribió a Alejandro Magno con el fin de poner freno a su intemperancia: "Cuando estés a punto de beber vino, oh rey, recuerda que estás a punto de beber la sangre de la tierra: la cicuta es un veneno para el hombre, el vino un veneno para la cicuta" Y si Alejandro hubiera seguido este consejo, ciertamente no habría tenido que responder por matar a sus amigos en sus arrebatos de embriaguez.
Plinio el Viejo

En otro lugar, Andrócides habría recomendado la col para contrarrestar los efectos del vino. Se ha intentado identificar a este Andrócides con el Andrócides que escribió sobre el pitagorismo, ya que los consejos sobre el vino (malo) y el repollo (bueno) pueden reflejar la disciplina dietética pitagórica.
Es posible que Andrócides , si se trata de la misma autoridad, no se limitara a escribir sobre temas médicos. Es citado por Ateneo para una etimología de la palabra griega kolax, "adulador", que es tomada por un prosopógrafo irónico como prueba de su relación con la corte de Alejandro.